# Światowe Igrzyska Halowe w Lekkoatletyce 1985 – bieg na 800 m kobiet
Bieg na 800 metrów kobiet – jedna z konkurencji biegowych rozgrywanych podczas halowych światowych igrzysk lekkoatletycznych w hali Accor Arena w Paryżu. Rozegrano od razu bieg finałowy 19 stycznia 1985. Zwyciężyła reprezentantka Rumunii Cristieana Cojocaru.

## Rezultaty

### Finał
Wystartowało 7 biegaczek.
Opracowano na podstawie materiału źródłowego.
| Miejsce | Zawodniczka          | Czas    | Uwagi |
| ------- | -------------------- | ------- | ----- |
| 1       | Cristieana Cojocaru  | 2:04,22 |       |
| 2       | Jane Finch           | 2:04,71 |       |
| 3       | Mariana Simeanu      | 2:05,51 |       |
| 4       | Nathalie Thoumas     | 2:07,63 |       |
| 5       | Shiny Abraham        | 2:08,09 | NR    |
| 6       | Fatima Aouam         | 2:12,16 | NR    |
| 7       | Isabelle De Bruycker | 2:14,54 |       |